# طوبين مشرقي
الطوبين المشرقي (Talpa levantis) هو نوع من الثدييات ينتمي إلى فصيلة الطوبينيات. يوجد في أرمينيا وأذربيجان وجورجيا وروسيا وتركيا.
هناك نويعان: النويعة المشرقية (T. l. levantis) ونويعة ما وراء القوقاز (T. l. transcaucasica)؛ تعتبر هذه الأخيرة أحيانًا نوعًا منفصلًا، لكن الدراسات الحديثة دحضت ذلك. بالإضافة إلى ذلك، فإن الطوبين الطالشي [الإنجليزية]
 (T. talyschensis) كان يُعتبر سابقًا نويعًا من الطوبين المشرقي، لكن الدراسات الحديثة وجدت أنه منفصل. 